# Konzhukovia
Konzhukovia es un género extinto de anfibio estereospondilomorfo temnospóndilo de la familia Archegosauridae, el cual vivió durante el Pérmico superior en lo que hoy es Rusia. La especie tipo es Konzhukovia vetusta.